# Edwardsia arctica
Edwardsia arctica is een zeeanemonensoort uit de familie Edwardsiidae.
Edwardsia arctica is voor het eerst wetenschappelijk beschreven door Carlgren in 1921.